# Ricky Burns
Ricky Burns (* 13. April 1983 in Coatbridge, Schottland) ist ein schottischer Profiboxer. Er ist ehemaliger WBO-Weltmeister im Superfedergewicht, ehemaliger WBO-Weltmeister im Leichtgewicht und ehemaliger WBA-Weltmeister im Halbweltergewicht.

## Boxkarriere
Ricky Burns gewann sein Profidebüt am 20. Oktober 2001. Er gewann 13 Kämpfe in Folge, dabei besiegte er auch den ungeschlagenen britischen Meister Graham Earl (Kampfbilanz: 22-0). Am 18. Februar 2006 boxte er um den britischen Meistertitel, den Commonwealth-Titel und den EBU-Europameistertitel im Superfedergewicht, unterlag jedoch nach Punkten gegen Alex Arthur (21-1). Zudem unterlag er im Februar 2007 ebenfalls nach Punkten gegen Carl Johanneson (25-2).
Nach einigen Aufbaukämpfen boxte er am 26. September 2008 gegen Osumanu Akaba (21-4) erneut um den Commonwealth-Titel im Superfedergewicht und gewann einstimmig nach Punkten. Anschließend verteidigte er den Titel erfolgreich gegen Yakubu Amidu (16-1), Michael „Gomez“ Armstrong (38-9) und Kevin O’Hara (16-4).
Am 4. September 2010 besiegte er Román Martínez (24-0) einstimmig nach Punkten und gewann damit dessen WBO-Weltmeistertitel im Superfedergewicht. Im Dezember 2010 gewann er seine erste Titelverteidigung einstimmig gegen den Norweger Andreas Evensen (13-1), gefolgt von einem TKO-Sieg in der siebenten Runde im März 2011 gegen Joseph Laryea aus Ghana (14-4). Am 16. Juli 2011 gewann er seine dritte Titelverteidigung in Liverpool überraschend durch TKO in der ersten Runde gegen Nicky Cook (30-2). Cook hatte 2008 den WBO-WM-Titel gegen Alex Arthur gewonnen und 2009 an Román Martínez verloren.
Anschließend stieg Burns ins Leichtgewicht auf. Dort siegte er im November 2011 einstimmig gegen den Australier Michael Katsidis (28-4), welcher 2010 den ungeschlagenen Briten Kevin Mitchell besiegt hatte. Am 10. März 2012 konnte er Paulus Moses (28-1) aus Namibia schlagen, welcher 2009/10 den WBA-Weltmeistertitel im Leichtgewicht gehalten hatte. Damit wurde Burns WBO-Weltmeister im Leichtgewicht. Im September 2012 boxte er auch noch gegen Kevin Mitchell (33-1) und gewann vorzeitig in der vierten Runde. Im Mai 2013 gelang ihm ein vorzeitiger Sieg in der neunten Runde gegen den Puerto-Ricaner Jose Gonzalez (22-0). Dieser hatte im Juni 2011 den Lateinamerikatitel der WBO erkämpft und bis dahin fünf Mal verteidigt.
Am 7. September 2013 boxte er ein Unentschieden gegen den Mexikaner Raymundo Beltrán (28-6). Burns hatte in der zweiten Runde einen Kieferbruch erlitten und war in der achten Runde am Boden, zudem wertete ein Punktrichter den Kampf als Unentschieden, sowie jeweils einer für Beltrán und Burns. Durch dieses Remis blieb Burns zwar Titelträger, verlor den Gürtel jedoch im nächsten Kampf am 1. März 2014 durch eine einstimmige Niederlage an den US-Amerikaner Terence Crawford (22-0).
Am 27. Juni 2014 konnte Burns zwar in einem WBC-WM-Ausscheidungskampf gegen den Montenegriner Dejan Zlatičanin (18-0) boxen, war jedoch in der ersten Runde am Boden und verlor den Kampf überraschend nach Punkten. Anschließend stieg er ins Halbweltergewicht auf. Dort erlitt er im Mai 2015 eine weitere Punktniederlage gegen den US-Amerikaner Omar Figueroa (24-0), ehemaliger WBC-Weltmeister im Leichtgewicht. Am 7. November 2015 schlug er den Australier Josh King (20-3) durch KO in der elften Runde und wurde dadurch International-Champion der WBO im Leichtgewicht.
Am 28. Mai 2016 boxte er im Halbweltergewicht um den WBA-Weltmeistertitel und besiegte dabei den italienischen EBU-Europameister Michele di Rocco (40-1) durch TKO in der achten Runde. Im Oktober 2016 verteidigte er den Titel einstimmig gegen Kiryl Relich (21-0), welcher 2018 den WBA-WM-Titel im Halbweltergewicht gewann.
Am 15. April 2017 boxte er in einem Vereinigungskampf gegen den IBF- und IBO-Weltmeister Julius Indongo (21-0) aus Namibia, verlor das Duell jedoch einstimmig nach Punkten und damit auch seinen WBA-Titel. Zudem verlor er im Oktober 2017 einstimmig gegen Anthony Crolla (31-6).
Im November 2018 besiegte er den ehemaligen britischen Meister Scott Cardle (23-2) vorzeitig, unterlag jedoch im Oktober 2019 gegen Lee Selby (27-2).
| Vorgänger      | Amt                                                                              | Nachfolger       |
| -------------- | -------------------------------------------------------------------------------- | ---------------- |
| Román Martínez | Boxweltmeister im Superfedergewicht (WBO) 4. September 2010 – 22. September 2011 | Adrien Broner    |
| Juan Márquez   | Boxweltmeister im Leichtgewicht (WBO) 10. März 2012 – 1. März 2014               | Terence Crawford |
| Adrien Broner  | Boxweltmeister im Halbweltergewicht (WBA) 28. Mai 2016 – 15. April 2017          | Julius Indongo   |

| Personendaten    | Personendaten                                 |
| ---------------- | --------------------------------------------- |
| NAME             | Burns, Ricky                                  |
| KURZBESCHREIBUNG | schottischer Boxer                            |
| GEBURTSDATUM     | 13. April 1983                                |
| GEBURTSORT       | Bellshill, Schottland, Vereinigtes Königreich |